# Stazione di Turbigo
La stazione di Turbigo è una stazione ferroviaria posta sulla linea Saronno-Novara, a servizio del comune di Turbigo.

## Strutture ed impianti

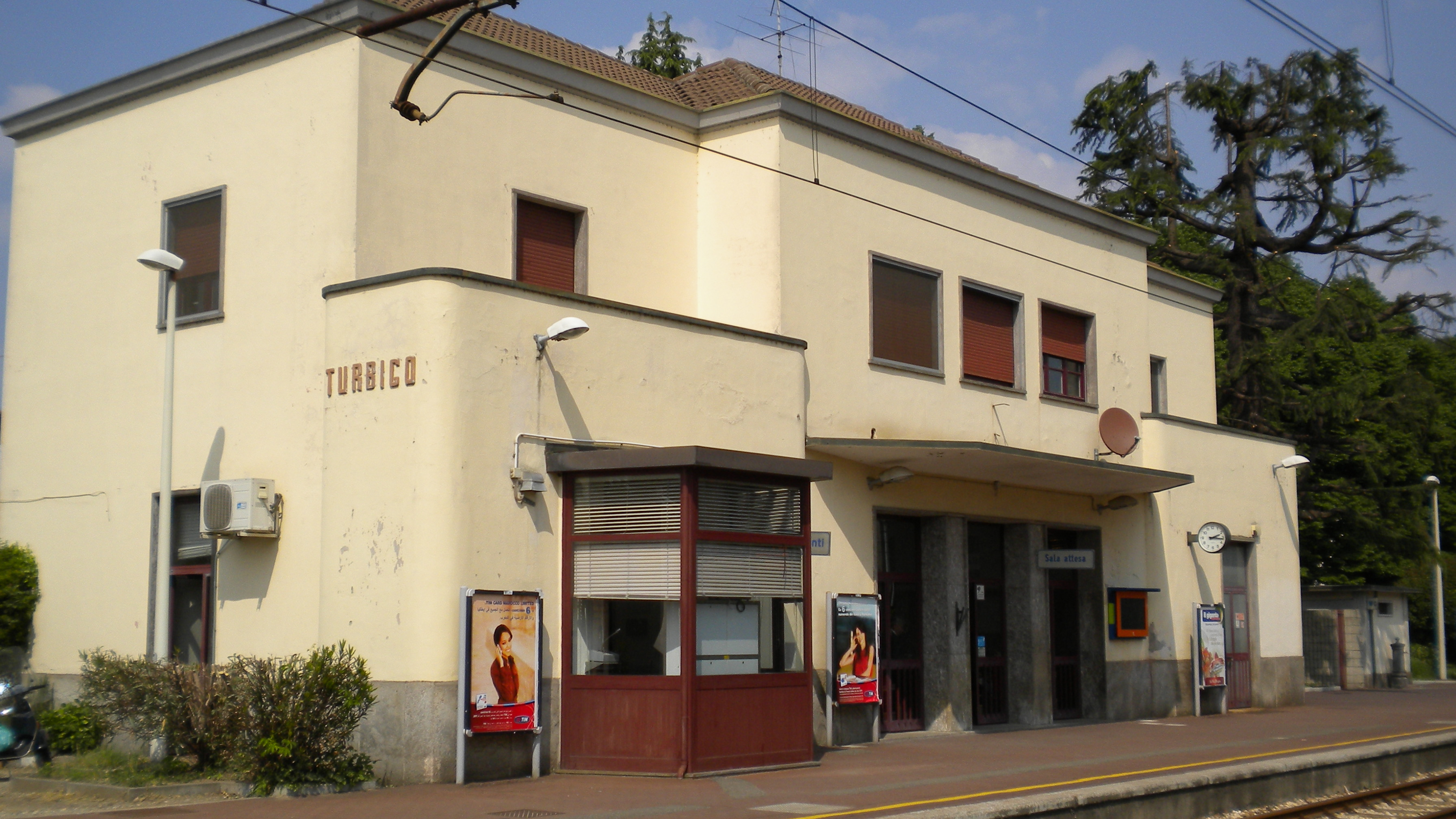
Il piazzale binari

Il fabbricato viaggiatori è un edificio in stile moderno, ristrutturato in concomitanza coi lavori di raddoppio, conclusisi nel dicembre 2014, che hanno interessato la tratta Vanzaghello-Turbigo: è stato costruito un sottopassaggio, con la funzione di collegare tra loro i binari e il nuovo parcheggio di via Sant'Uberto, posto sul retro della stazione; sui binari sono state aggiunte delle pensiline. All'interno del fabbricato è presente una sala d'attesa con biglietteria automatica.
L'impianto è dotato di due binari di corsa della ferrovia Saronno-Novara, inoltre nella stazione avviene il passaggio dal singolo al doppio binario.
In passato era presente uno scalo merci, demolito durante i lavori di raddoppio per lasciar spazio al sottopassaggio stradale tra Via Stazione e Via Sant'Uberto.
La circolazione è gestita da un dirigente movimento locale.

## Movimento
La stazione è servita dai treni regionali Trenord in servizio sulla tratta Milano Cadorna–Saronno–Novara, cadenzati a frequenza oraria, con rinforzi alla mezzora nelle ore di punta del mattino e della sera dei giorni lavorativi.

## Servizi
- Biglietteria automatica